# Kościół św. Andrzeja Apostoła w Koninie
Kościół św. Andrzeja Apostoła – gotycki kościół w dzielnicy Konina – Gosławicach.

## Historia i architektura
Kościół wybudowano na początku XV wieku, konsekrowano w 1444 roku. Fundatorami kościoła byli urodzony w Gosławicach biskup poznański Andrzej Łaskarz oraz jego bratanek Jan z Lichenia.
Budowla powstała zapewne w dwóch fazach. Za pierwszą odpowiadał anonimowy architekt sprowadzony prawdopodobnie z Czech, Austrii lub Węgier. Druga faza z kolei nastąpiła po przerwie w budowie, a odpowiedzialny za nią był warsztat pochodzący z terenów państwa zakonu krzyżackiego. 
W kościele znajduje się także ośmioboczna renesansowa chrzcielnica z XV wieku.
W 1771 r. wybuchł pożar, który częściowo zniszczył kościół. Kolejne pożary miały miejsce w XIX wieku, co spowodowało, że dwukrotnie był odnawiany, raz w 1801, drugi raz w 1819. Został wtedy częściowo przebudowany przez ówczesnych właścicieli Gosławic – Kwileckich, zyskał neogotycki wystrój wnętrza, przebudowano kruchtę, zakrystię, wzniesiono nową sygnaturkę, odrestaurowano sklepienie w prezbiterium, kaplicach i kruchcie. W trzech neogotyckich ołtarzach umieszczono obrazy Józefa Buchbindera z lat 1902-1904.
Po prawej stronie nawy głównej umieszczono obraz przedstawiający błogosławionego męczennika ks. Dominika Jędrzejewskiego, proboszcza parafii w latach 1928-1940.
Świątynia wzniesiona została na planie ośmioboku z czterema aneksami tworzącymi kształt krzyża. Mają one budowę kwadratów, z wyjątkiem aneksu wschodniego, który jest prostokątny. Aneks ten pełni funkcję dwuprzęsłowego prezbiterium. Nakryte jest ono sklepieniem gwiaździstym, którego każde żebro opiera się na wsporniku w kształcie tarczy herbowej (herby okolicznych rodów). Po przeciwnej stronie prezbiterium znajduje się kruchta. Pozostałe aneksy pełnią obecnie funkcję kaplic. Centralna część kościoła opatrzona została sklepieniem palmowym. Wspiera się ono na, znajdującym się w centrum oktagonalnej przestrzeni nawy, filarze. Aneks południowy, podobnie jak prezbiterium nakryty został sklepieniem gwiaździstym. Natomiast nad kruchtą i kaplicą północną zamontowano sklepienia oparte na motywie krzyżowo-żebrowym. Zaprojektowane one zostały w sposób geometryczny, z żebrami dzielącymi kwadratowy rzut aneksu na cztery trójkąty, w środku których dodatkowo wydzielone zostały kolejne, mniejsze trójboki. 

## Galeria

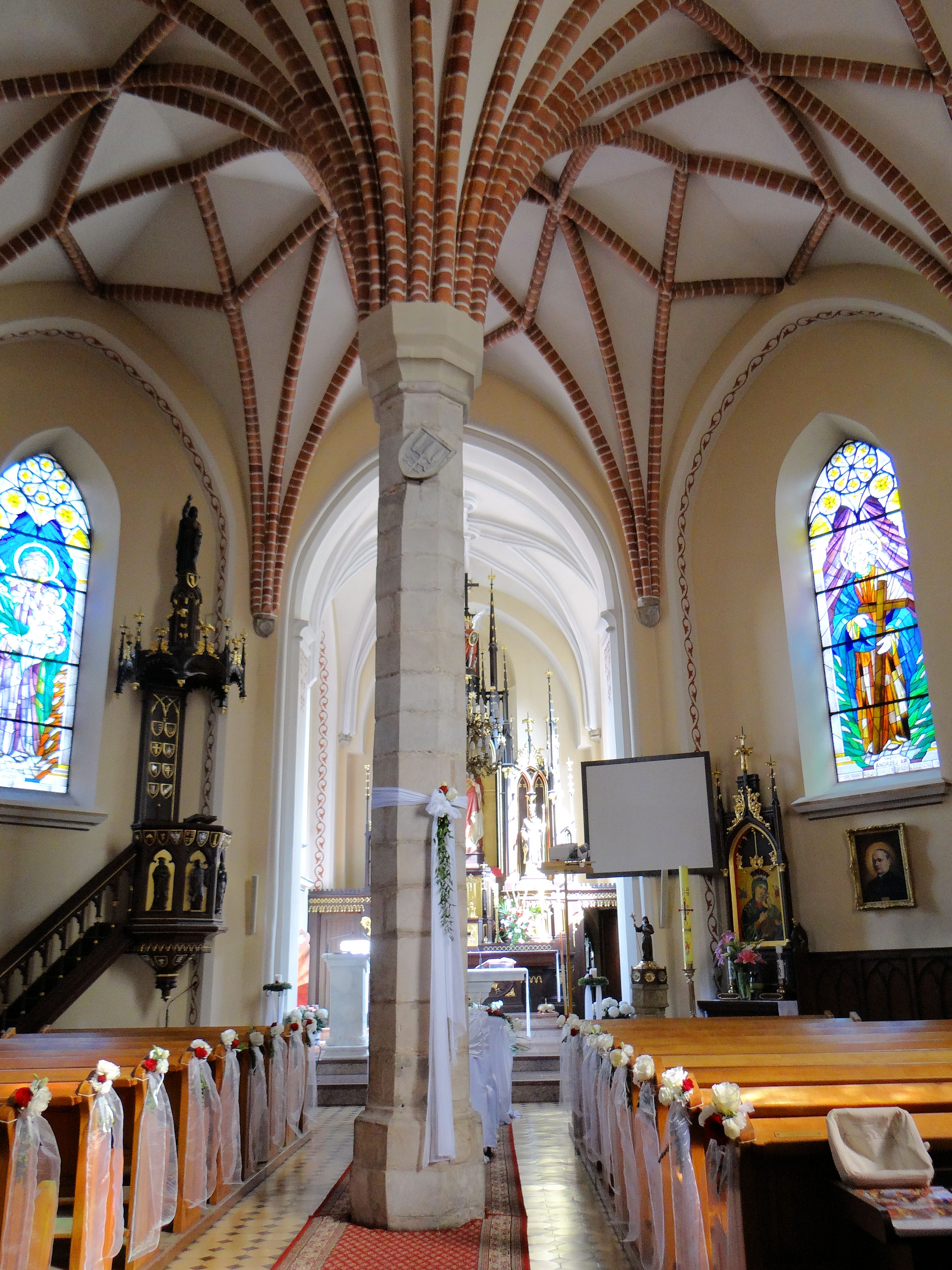
Wnętrze kościoła
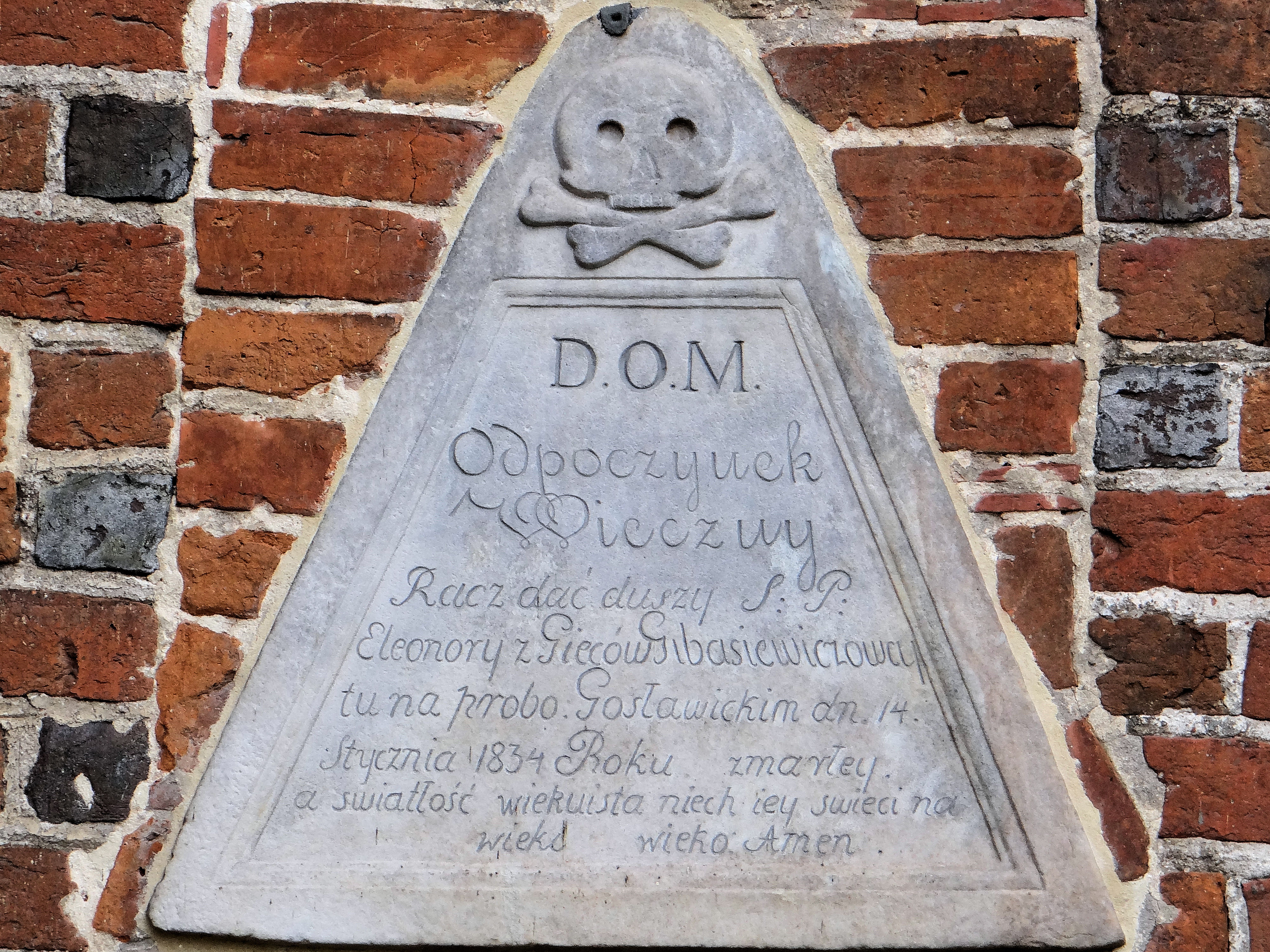
Epitafium na elewacji kościoła
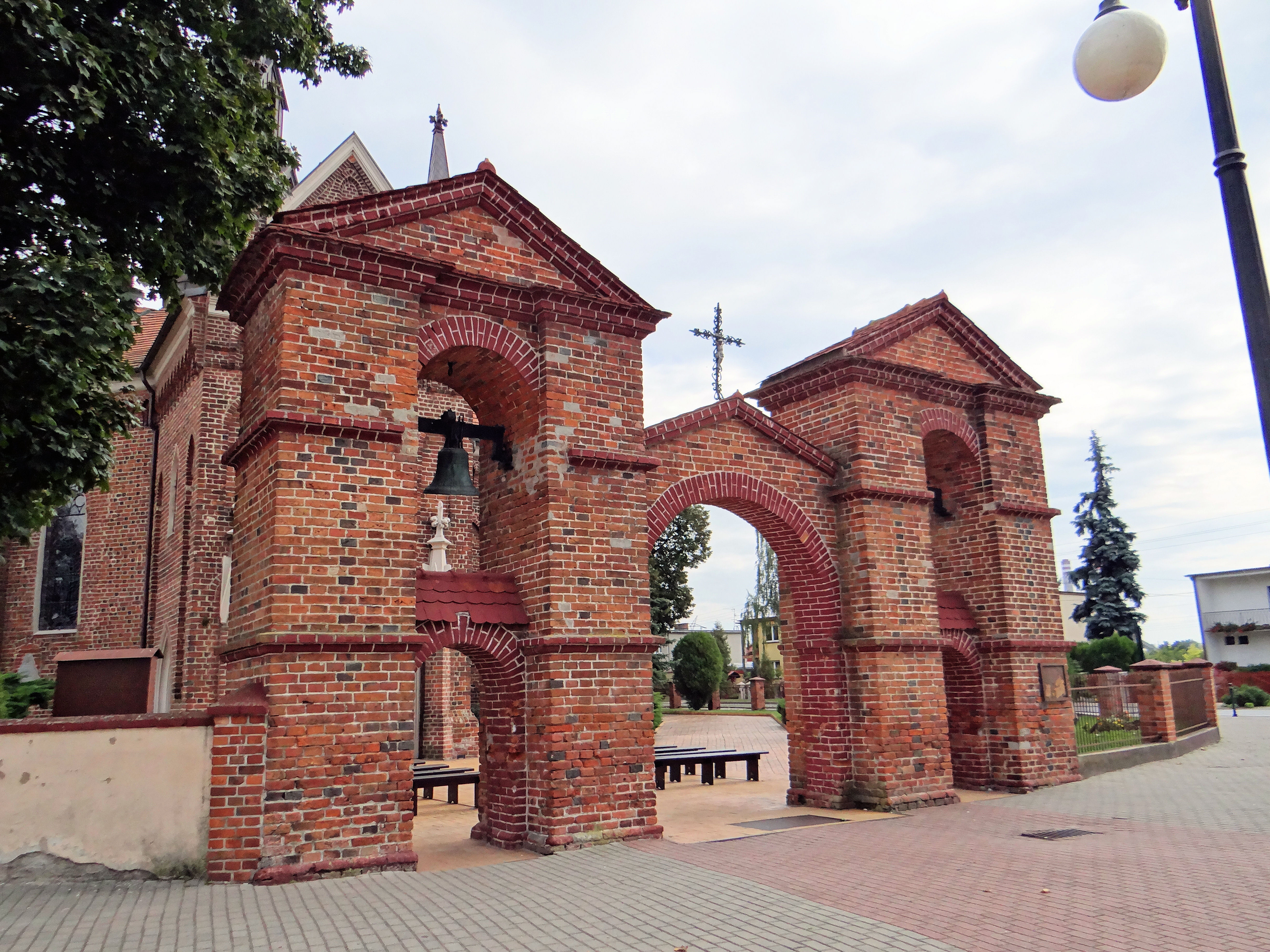
Brama i dzwonnica przy kościele
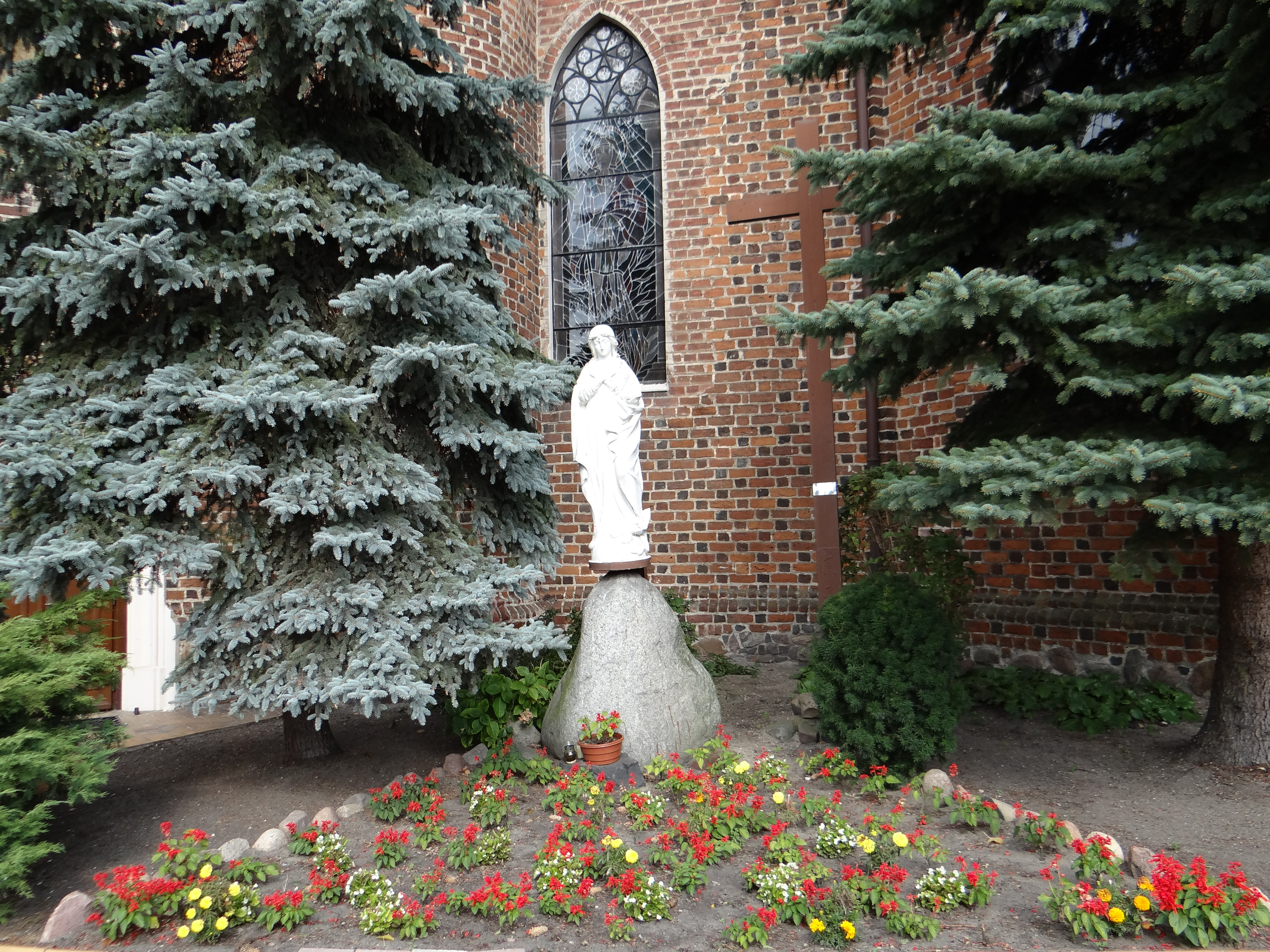
Figura Najświętszej Maryi Panny oraz krzyż misyjny
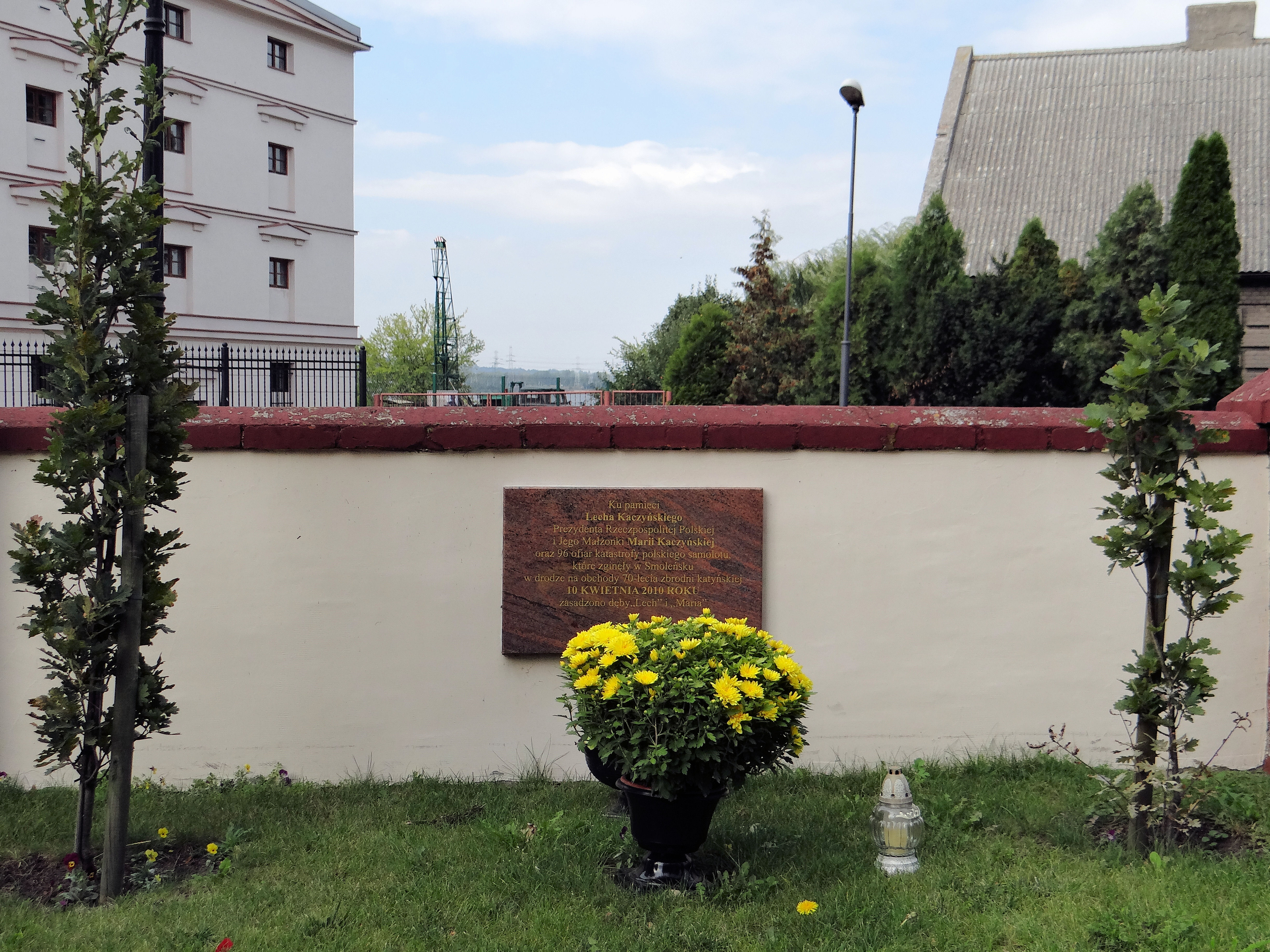
Dęby „Lech” i „Maria” ku czci ofiar katastrofy w Smoleńsku, w tym prezydenckiej pary Marii i Lecha Kaczyńskich, posadzone na dziedzińcu kościoła